# بیانا د دوئرو
بیانا د دوئرو (به اسپانیایی: Viana de Duero) یک دهستان در اسپانیا است که در سریا واقع شده‌است.

## خصوصیات
بیانا د دوئرو ۵۶ کیلومترمربع مساحت و ۷۳ نفر جمعیت دارد.